# Das große Liebesspiel
Das große Liebesspiel ist ein deutsch-österreichischer Liebesfilm aus dem Jahr 1963 von Alfred Weidenmann. Die Literaturverfilmung basiert auf dem Theaterstück Reigen 51 (1951) von Michael Kehlmann, Helmut Qualtinger und Carl Merz.

## Handlung
In zwölf Episoden greift Weidenmanns Inszenierung das Schnitzlersche Reigen-Motiv auf und modernisiert und variiert es. Begegnungen einander fremder, sehr unterschiedlicher Menschen führen zu einem Liebesreigen, der ohne Gefühle und Tiefe abläuft. Er beginnt mit dem Polizisten, der zu einem Callgirl geht. Ihr nächster Kunde ist ein Schüler, der eine kurze Affäre mit der jungen Frau seines Schulleiters beginnt. Der Schuldirektor wiederum führt eine Liebelei mit einer Sekretärin, die zeitgleich mit einem anderen Mann, kurz nur der Chef genannt, eine Affäre hat.
Die geschiedene Frau des Chefs sehnt sich nach etwas sehr viel Jüngerem und beginnt ein Techtelmechtel mit einem Studenten, der wiederum eine amouröse Beziehung zu einer hübschen, jungen Französin pflegt. Jene vergnügt sich nebenbei mit einem italienischen Gastarbeiter, der seinen Lebensunterhalt mehr schlecht als recht als Ober verdient. An ihm, Octaviano, findet eine lebenskluge, nicht mehr ganz junge Schauspielerin Gefallen; vielleicht weil er so ganz anders ist als die Männer, mit denen die Grande Dame von Welt sonst zu tun hat. Während einer Zugfahrt lässt sie sich trotzdem von einem ebenso galanten wie charmanten Diplomaten ihrer Generation „erobern“. Der Reigen schließt sich, als der Diplomat nach einem Zwischenspiel mit einer älteren Dame in den Armen der Prostituierten vom Beginn des Films landet.

## Produktionsnotizen
Die Dreharbeiten fanden zwischen dem 22. Juli und dem 27. September 1963 in Wien und Berlin statt. Das große Liebesspiel wurde am 12. November 1963 im Münchner Luitpold-Theater uraufgeführt. Nach mehreren FSK-Prüfungen wurde das Eintrittsalter auf 18 (nur für Erwachsene) hochgesetzt. Die Wiener Premiere wurde auf den 24. November 1963 gelegt. Seit Januar 1965 wurde der Film auch in Dänemark, Japan, Finnland, den USA und in Mexiko gezeigt.
Die Filmbauten stammten aus den Händen des Ehepaars Otto Pischinger und Herta Hareiter. Karl Spiehs übernahm die Herstellungsleitung, Heinz Pollak die Produktionsleitung. Für die musikalischen Arrangements zeichnete Gert Wilden verantwortlich.
Der zur Drehzeit 18-jährige Ulli Lommel gab hier sein Kinofilmdebüt. Hildegard Knef sang das Lied „Eins und eins das macht zwei“.
Elisabeth Flickenschildt erhielt 1964 für ihre darstellerische Leistung das Filmband in Gold.

## Kritik
Der Spiegel befand in seiner Ausgabe vom 20. November 1963: „Mit Arthur Schnitzlers „Reigen“, versichert der Verleih, habe der Film – er sollte ursprünglich „Reigen 63“ heißen – „nur den dramaturgischen Bogen gemein“. Das ist wahr. Ihm eignet weder der enthüllende Witz noch der melancholische Charme des Stückes und seiner Verfilmung durch Max Ophüls. Teils neckisch, teils wichtigtuerisch präsentieren Regisseur Alfred Weidenmann und sein Szenarist Herbert Reinecker das promiskuese Treiben ihrer Helden. Mit biedermännischem Augenzwinkern servieren sie bundesdeutsche Hausmannskost. Will man ihnen glauben, regiert nichts als undifferenziertes Trieb- und Gewinnstreben die Beziehungen der Geschlechter. Erotische Spannung kommt denn auch in keiner der zwölf Episoden auf. Der Bezug auf zeitgenössische Realitäten bleibt auf gequälte Scherze beschränkt.“

„In zwölf lose verzahnten Episoden werden flüchtige erotische Beziehungen als Beispiele modernen Liebesersatzes geschildert. Nach dem Reigen-Schema soll sich aus den vorgestellten Typen und Partnerschaften ein gesellschaftlicher Querschnitt ergeben. Von Weidenmann/Reinecker mit Starbesetzung und einem Hauch von ironischer Resignation aufbereiteter Film.“

Paimann’s Filmlisten resümierte: „Bar neuer thematischer Einfälle. Nur das Reigenmotiv benützend und ohne retrospektive Tiefgründigkeit lediglich dem Heute zugewandt. Fulminant besetzt und, bis auf gewisse Dehnungen in der Mitte, durch bunt gemixte Städtebilder-Passagen aufgelockert, pointenreich dialogisiert und mit einem Leitmotivschlager elegant aufgemacht, kamera- und tontechnisch gefällig.“
Eugene Archer schrieb am 31. Juli 1965 in der New York Times über den Film, der in den USA unter dem Titel „And so to Bed“ lief: „Lilli Palmer is a delightful actress. As a worldly wise European movie star whose romantic approach is alternately aggressive and submissive, as the occasion demands, she gives a surge of amusing gusto to the last couple of episodes in … "And So To Bed." Except for Miss Palmer's wry encounters with a bumbling bellhop and a smooth diplomat who takes her by surprise on a train, the film is merely a crude reprise of the ever-serviceable „La Ronde“ motif. (…) However, Hildegard Neff, playing the prostitute, is as striking a type as ever; Alexandra Stewart is interestingly glacial as the academic frau, and Daliah Lavi is the kind of obliging secretary any businessman would hire without a typing test. Peter Van Eyck, Thomas Fritsch, Daniele Gaubert and Paul Hubschmid do what they can to combat Alfred Weidenman's routine direction and a shoddy script. Until Miss Palmer's late, galvanic entrance, it is a lost cause.“